# Kościół św. Dewoty w Monako
Kościół św. Dewoty w Monako (fr. Église Sainte-Dévote, moneg. Ge̍ija de Santa Devota) – rzymskokatolicki kościół parafialny (dawniej kaplica), który znajduje się w środkowej części Monako, w dzielnicy Ravin de Sainte-Dévote.

## Historia

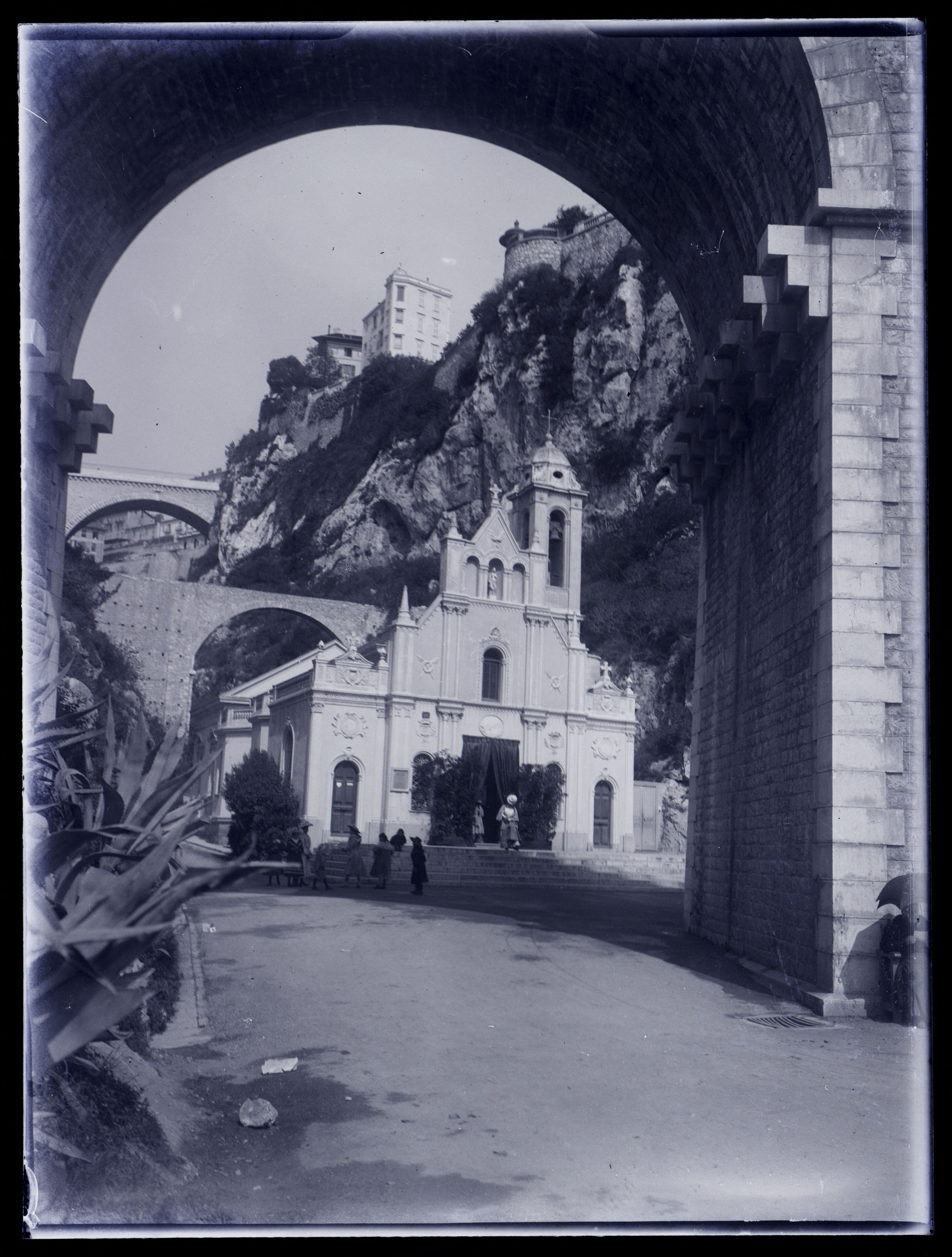
Kościół św. Dewoty w 1906 roku

Pierwsza wzmianka o skromnej kaplicy znajdującej się w miejscu domniemanego grobu św. Dewoty pochodzi z około 1070 roku. Prawdopodobnie w 1075 roku budowla stała się własnością benedyktynów. Do 1793 roku kaplica należała do Opactwa św. Poncjusza w Nicei.
Budynek był wielokrotnie przebudowywany i rozbudowywany; m.in. w latach 1606 i 1637 za panowania Honoriusza II. Swoją obecną formę świątynia uzyskała w XIX wieku, za panowania księcia Karola III. W 1870 roku odnowiono fasadę oraz wybudowano dzwonnicę o wysokości 15 m. Rok później, 26 stycznia 1871 roku, kaplicę konsekrowano. W 1880 roku wykonano nowe schody wejściowe. W latach 1885–1891 trwała najbardziej znacząca rozbudowa budynku, w ramach której m.in. dobudowano przęsło, pseudotransept oraz apsydę prezbiterium. Budowla zyskała cechy stylu neoklasycystycznego greckiego odrodzenia (tzw. Greek Revival), a pracami kierował architekt Charles Lenormand. Jeszcze przed ich ukończeniem, 15 marca 1887 roku dotychczasowa kaplica św. Dewoty stała się kościołem parafialnym.
Witraże świątyni zostały wykonane w pracowni Maison Nicolas Lorin w Chartres; część z nich uległa zniszczeniu w sierpniu 1944 roku w wyniku bombardowań Monako. Po wojnie, w 1948 roku, zostały one odrestaurowane w pracowni Maison Fassi Cadet w Nicei.
W 1956 roku, w dniu ślubu księcia Rainera III z Grace Kelly, panna młoda po uroczystościach w katedrze w Monako złożyła swój bukiet ślubny w kościele św. Dewoty jako wotum dziękczynne. Tradycję tę podtrzymała również Charlene Wittstock, wychodząc w 2011 roku za mąż za księcia Alberta II. 
W latach 2011–2013 w kościele zamontowano nowe, 24-głosowe organy piszczałkowe o dwóch manuałach i jednym pedale, ufundowane przez społeczność Włochów zamieszkujących Monako. Instrument ma trakturę mechaniczną i wykonany został w zakładzie Francesco Zanina w Codroipo, we włoskiej prowincji Udine.

## Kult św. Dewoty

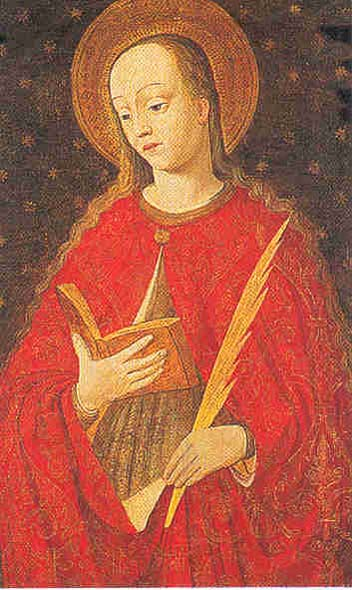
Święta Dewota

Kult św. Dewoty rozprzestrzenił się na terenach współczesnego Księstwa Monako i w jego okolicach w IV wieku n.e. Historyczność postaci jest niepewna; istnieje tylko jeden poświęcony Dewocie zapis hagiograficzny, Passio Devotae, którego autorem jest anonimowy mnich z Opactwa Lérins na wyspie Saint-Honorat. Liczący cztery strony łaciński rękopis, datowany na koniec XI lub początek XII wieku, odnaleziony został w Bibliothèque nationale w Paryżu i prawdopodobnie należał do kardynała Mazarina.
Według tego przekazu Dewota urodziła się ok. 283 roku w rzymskiej kolonii Mariana na terenie współczesnej gminy Lucciana, na Korsyce. Służyła u senatora Eutychiusa, była chrześcijanką i wiodła pobożne, ascetyczne życie. Był to okres masowych prześladowań chrześcijan za rządów cesarzy Dioklecjana i Maksymiana. W 303 lub 304 roku prefekt Barbarus, dowiedziawszy się o służącej, która nie oddaje czci bogom rzymskim, nakazał jej wydanie. Dewota została uwięziona, a następnie poddana torturom, mimo to nie wyrzekła się swojej wiary. Ostatecznie została ukamienowana, a jej ciało miało zostać spalone. W nocy zwłoki Dewoty, dla zapewnienia im godnego pochówku, zostały wykradzione przez chrześcijanina Graziano i prezbitera Benenato. Planowali oni popłynąć do północnej Afryki, jednak w wyniku sztormu ich łódź została skierowana na północ. Według legendy z ust Dewoty wyfrunąć miała biała gołębica, która wskazywała żeglarzom dalszą drogę. Ostatecznie szóstego dnia przed kalendami lutowymi (27 stycznia) łódź przybiła do brzegu przy wejściu do doliny Gaumates na terenie obecnego Monako, a ciało Dewoty złożono do grobu w skalnej grocie. Wkrótce w tym miejscu wzniesiono niewielką kaplicę. Wieść o męczennicy szybko rozprzestrzeniła się wśród okolicznych mieszkańców, którzy za jej wstawiennictwem doznawać mieli wielu łask. Z czasem święta stała się patronką Monako, panującego rodu Grimaldich, a także swojej rodzinnej Korsyki.
Legenda stała się znana dzięki kilku oficjalnym kopiom z XVII i XVIII wieku. Kopia odpisu Passio Devotae z początku XVII wieku przechowywana jest w pałacowym archiwum książęcym w Monako.
Istnieje również legenda, według której grupa marynarzy miała około 1070 roku wykraść relikwie świętej celem ich sprzedaży. Gdy wsiedli do łodzi, zerwać miał się silny wiatr uniemożliwiający im wypłynięcie w morze. Wkrótce zostali schwytani, relikwiarz ze szczątkami Dewoty odzyskano, a statek złodziei został spalony. Na pamiątkę tego wydarzenia co roku 26 stycznia, w przeddzień wspomnienia świętej, na placu przed kościołem jej wezwania palona jest łódź rybacka. Tradycja została wprowadzona przez księcia Ludwika II w 1924 lub 1926 roku, a udział w niej bierze rodzina książęca, hierarchowie kościelni oraz mieszkańcy.

## Galeria

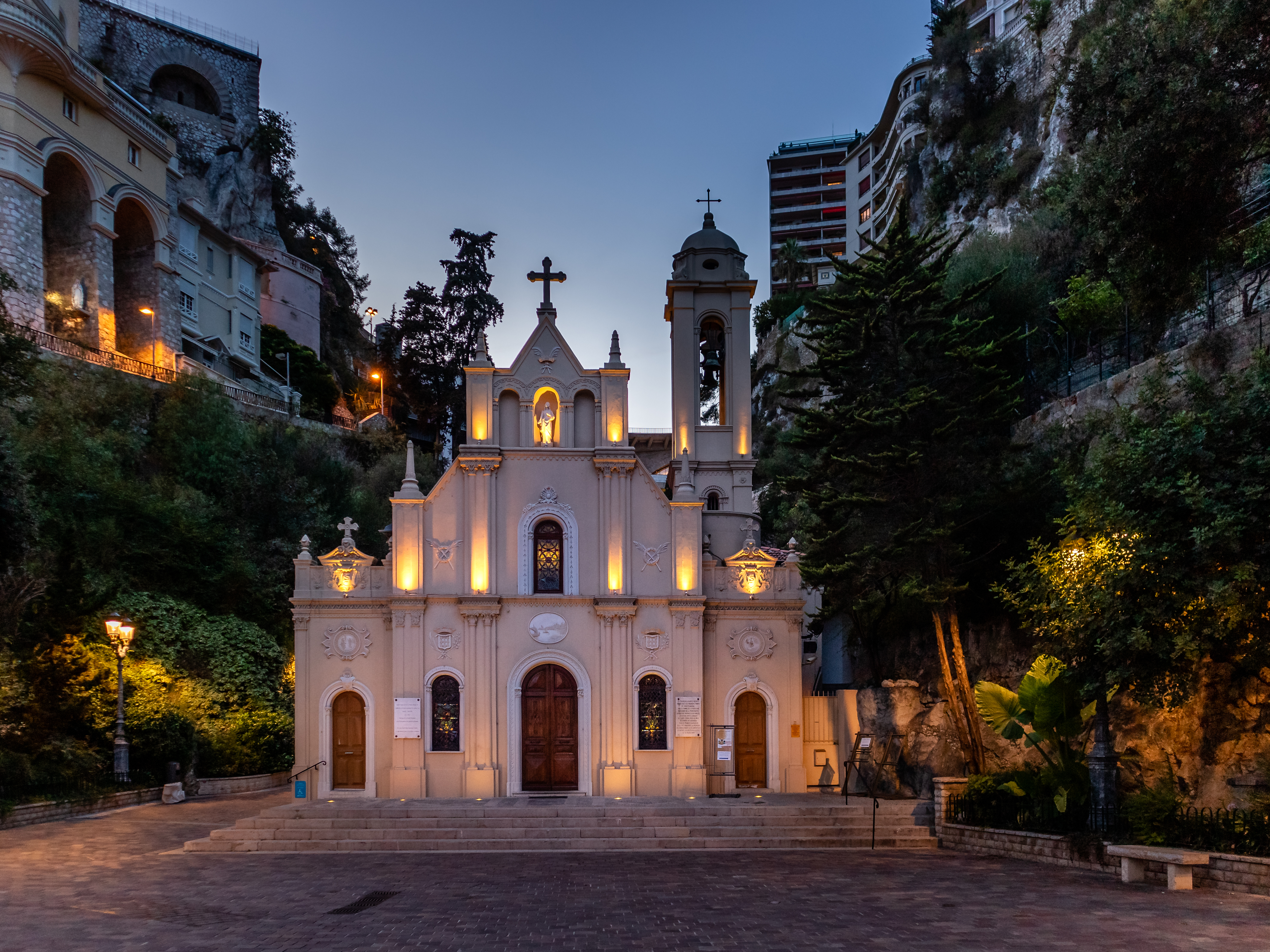
Kościół św. Dewoty wieczorem (2019)
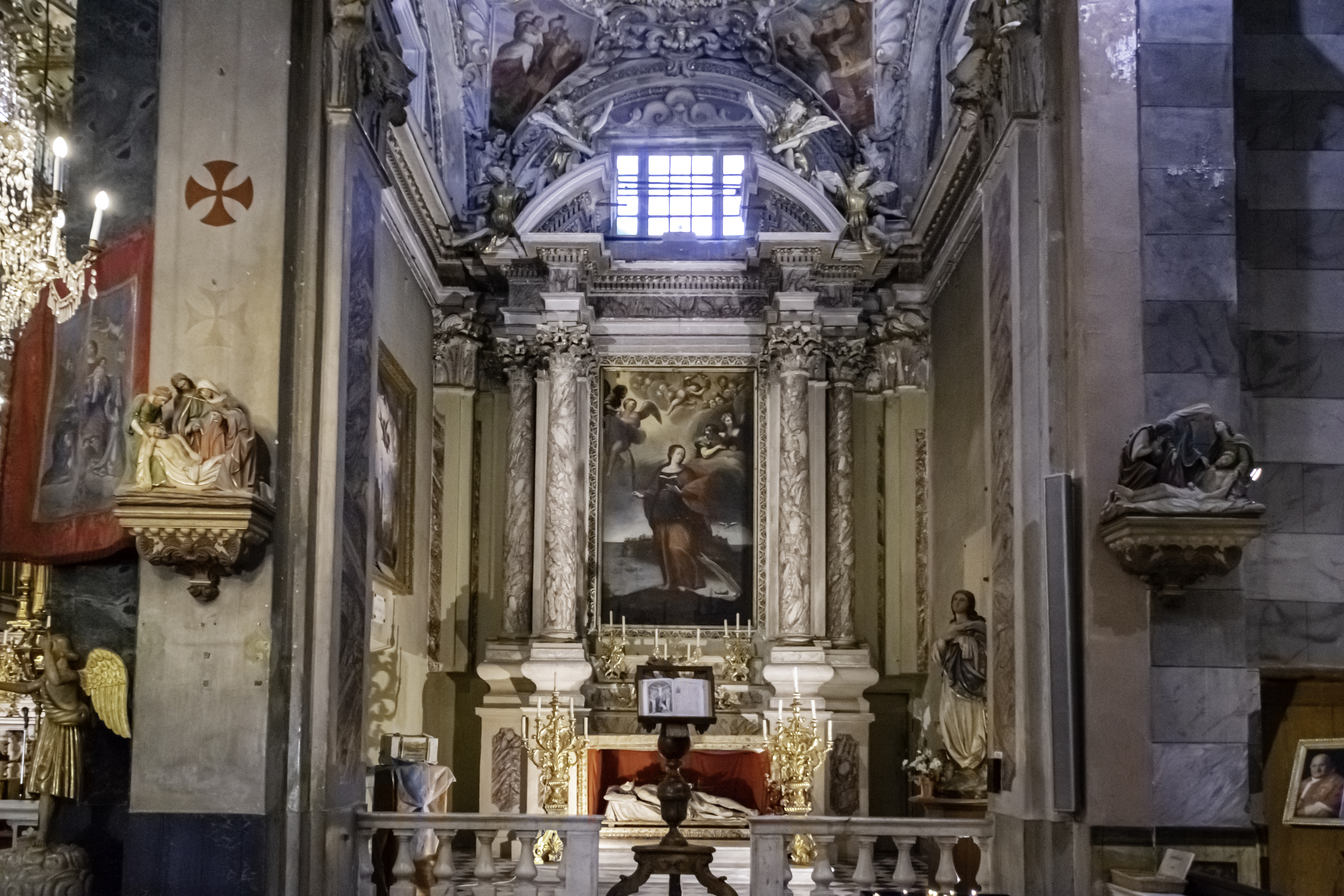
Widok na ołtarz (2021)
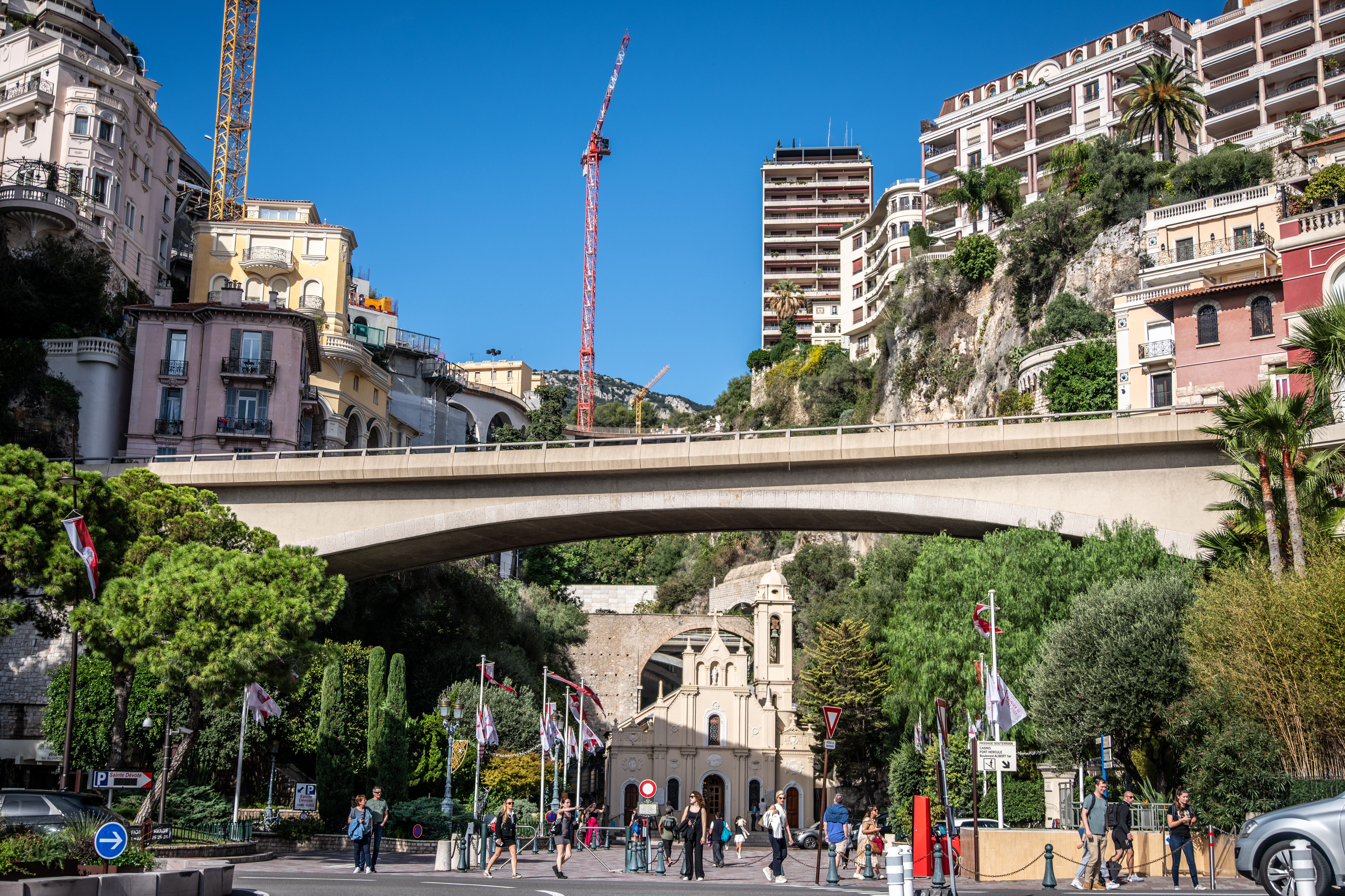
Otoczenie kościoła (2023)
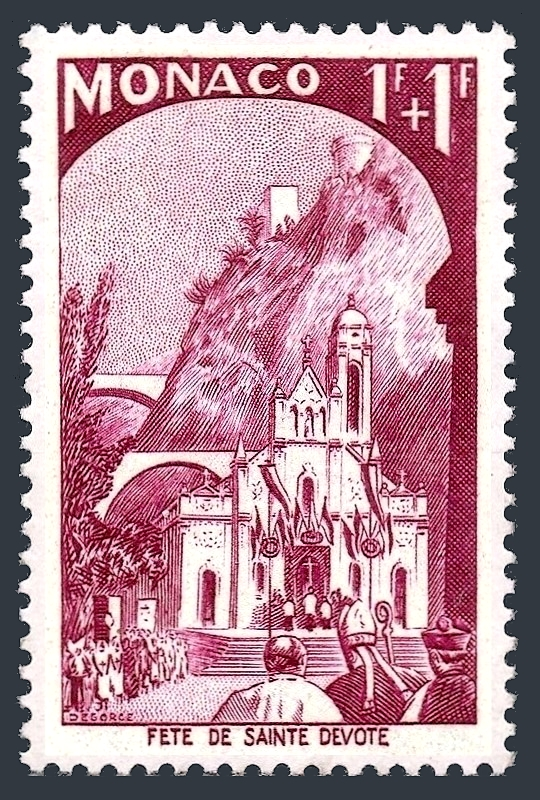
Kościół św. Dewoty na znaczku pocztowym z 1944 roku
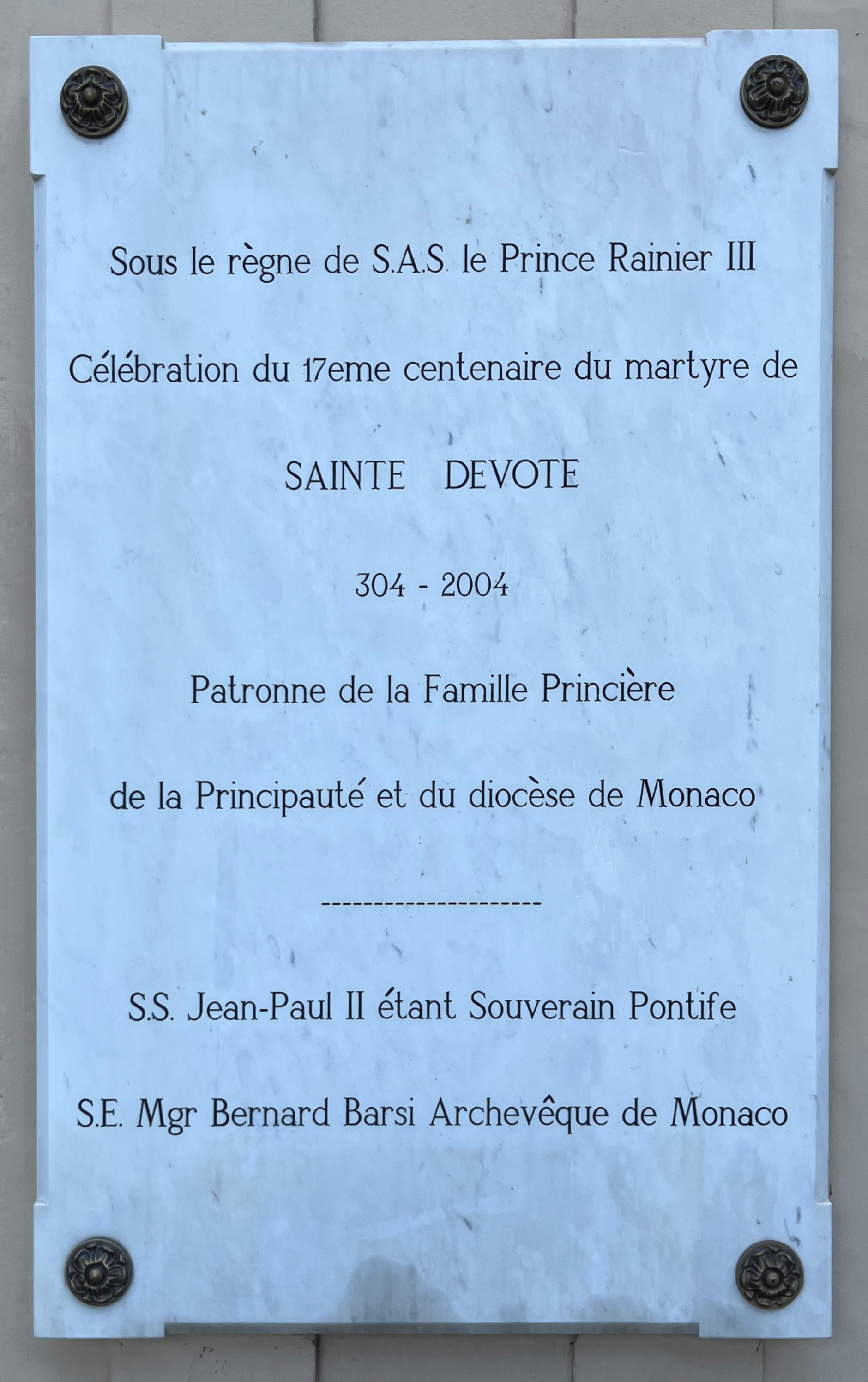
Tablica pamiątkowa z 2004 roku